# Enrico Marone Cinzano

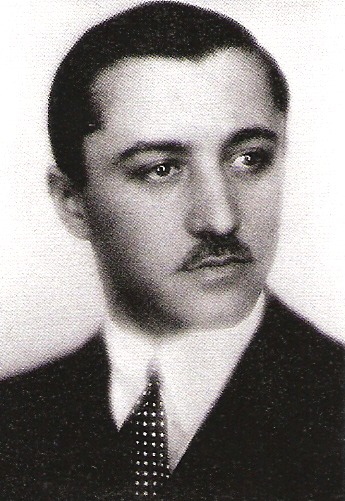
Enrico Marone Cinzano, 1930

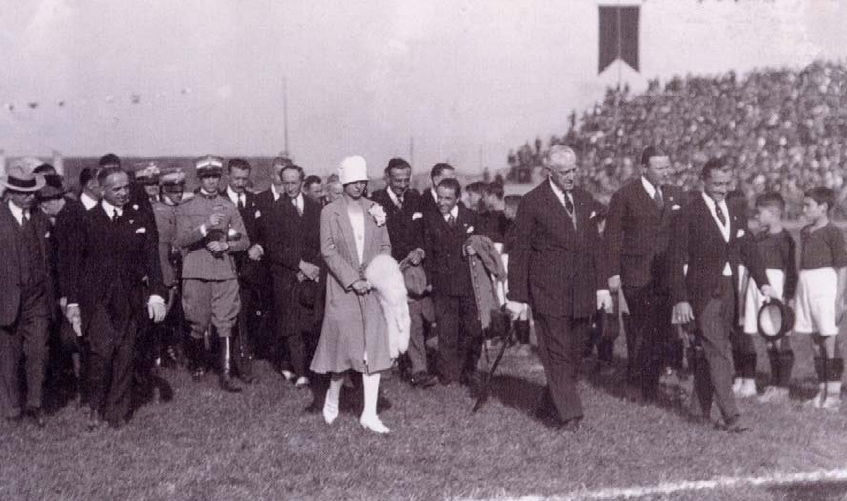
Einweihung des Stadio Filadelfia im Jahr 1926: in der vorderen Reihe Maria Adelaide von Savoyen-Genua, Emanuel Philibert von Savoyen-Aosta und Marone Cinzano (v. l. n. r.)

Enrico Eugenio Antonio Marone Cinzano, 1° Conte Marone (* 15. März 1895 in Turin; † 23. Oktober 1968 in Genf) war ein italienischer Unternehmer und Fußballfunktionär.

## Werdegang
Marone Cinzano war der Sohn von Alberto Marone (1871–1945) und Paola Cinzano (1873–1948), Erbin der Gründerfamilie des Spirituosenunternehmens Cinzano.
Bei Ausbruch des Ersten Weltkrieges meldete er sich als Freiwilliger zum Regio Esercito, aus dem er später im Rang eines Sottotenente (Leutnant, eigentlich Unterleutnant) ausschied.
Beruflich war Marone Cinzano lange Jahre in leitender Position im Familienunternehmen Cinzano tätig. Von 1924 bis 1928 war er zudem Präsident des Fußballvereins Foot Ball Club Torino. Während seiner Präsidentschaft wurde das Stadio Filadelfia, die erste „wirkliche“ Heimstätte des Klubs, inklusive eines Klubgeländes mit Trainingseinrichtungen errichtet. Marone Cinzano hatte eigens zur Finanzierung des Projekts die Aktiengesellschaft Società Civile Campo Torino (SCCT) gegründet. In der Saison 1926/27 gewann der Toro unter seiner Präsidentschaft die Italienische Meisterschaft, jedoch wurde der Titel im November 1927 wegen eines Bestechungsskandals (Caso Allemandi) aberkannt. Marone Cinzano wurde im Zuge der juristischen Aufarbeitung des Skandals am 4. November 1927 auf Lebenszeit gesperrt und erhielt am 22. April 1928 Amnestie. In der folgenden Spielzeit gewann der FBC Torino unter Marone Cinzanos Präsidentschaft und trainiert vom Österreicher Anton Cargnelli die erste Meisterschaft der Vereinsgeschichte. Trotz dieses Erfolges trat er 1928 vom Amt des Präsidenten des FBC Torino zurück.
Enrico Marone Cinzano war zweimal verheiratet. Am 25. April 1928 ehelichte er in Paris die aus Argentinien stammende Noemí Rosa de Alcorta y García-Mansilla (1907–1937), mit der er mindestens drei Kinder hatte. Am 10. Juni 1940 heiratete er die Infantin Maria Cristina de Borbón y Battenberg (1911–1996), Tochter des Spanischen Königs Alfons XIII. und dessen Ehefrau Victoria Eugénie von Battenberg. Das Paar hatte vier Töchter, die zwischen 1941 und 1948 zur Welt kamen.
Am 13. Mai 1940 erhielt er vom Italienischen König Viktor Emanuel III. den Adelstitel Conte Marone.
Enrico Marone Cinzano starb im Oktober 1968 im Alter von 73 Jahren in Genf in der Schweiz. Er liegt im Familienmausoleum auf dem Cimitero monumentale di Torino begraben, wo auch seine 1996 gestorbene, zweite Ehefrau ruht.